# Piédalu à Paris
Série Piédalu
Piédalu voyage
(1950) Piédalu fait des miracles
(1952)
Pour plus de détails, voir Fiche technique et Distribution.
Piédalu à Paris est un film français réalisé par Jean Loubignac et sorti en 1951.

## Synopsis
Piédalu, brave campagnard, pense avoir une idée de relance du pays par le recours à un allègement fiscal. Il se met en tête de rencontrer le ministre de la Rénovation nationale pour le lui présenter. Divers contretemps ainsi que des obstacles administratifs lui permettent de rencontrer seulement des collaborateurs mineurs du ministre, qu'il ne parvient pas vraiment à convaincre.
Piédalu revient bredouille de son voyage parisien. Durant ce voyage, il a parcouru les sous-sols et la scène de l’Alhambra.
Piédalu est  déconfit. Cependant, le hasard lui fait un clin d'œil lorsque la voiture du ministre tombe en panne dans son village.

## Fiche technique
- Titre : Piédalu à Paris
- Réalisation : Jean Loubignac
- Scénario : Jean Loubignac et Ded Rysel
- Décors : Louis Le Barbenchon
- Photographie : René Colas
- Son : Pierre-Henri Goumy, Jean Bertrand
- Montage : Jacques Mavel
- Musique : Henri Bourtayre
- Scripte : Sylvette Baudrot
- Production : Optimax Films et Lux Compagnie Cinématographique de France
- Pays :  France
- Format : Noir et blanc — 35 mm — 1,37:1 — Son mono
- Genre : Comédie
- Durée : 110 minutes
- Date de sortie : 
  - France : 12 octobre 1951
- Affiche : Jacques Bonneaud (France)

## Distribution
- Ded Rysel : M. Piédalu
- Armand Bernard : M. Finois
- Félix Oudart : le ministre de la Rénovation Nationale
- Jane Sourza : Mlle Isabelle
- René Génin : Lle curé
- Nathalie Nattier : Gloria Lamar
- Max Dalban : Étienne
- Germaine Reuver : Mme Piédalu
- Raymond Cordy : l'huissier-chef
- Jacques Berlioz : le général
- René Hell : le notaire
- Georges Paulais : l'instituteur
- Julien Maffre : le brigadier
- Marcelle Arnold : la boulangère
- Grégoire Gromoff : le client du cabaret
- Maurice Marceau : un machiniste
- Émile Ronet : le maire
- Robert Le Fort : l'huissier du général
- Max Dejean : le délégué du personnel
- Charles Lemontier : le préfet
- Ketty Pierson : Mme Galopin
- Nicole Régnault